# Calycomyza promissa
Calycomyza promissa este o specie de muște din genul Calycomyza, familia Agromyzidae, descrisă de Frick în anul 1956. Conform Catalogue of Life specia Calycomyza promissa nu are subspecii cunoscute.